# TUI 에어웨이스
TUI 항공(영어: TUI Airways)는 영국의 전세 항공사로 총 96개 노선을 취항하고 있다. 본사는 영국 루턴에 위치해 있으며 2008년에 설립했다. 또한 사용하고 있는 허브 공항으로 벨파스트 인터내셔널 공항, 버밍엄 공항, 본머스 공항, 브리스톨 공항, 카디프 공항, 로빈후드 공항 돈케스터 셰필드, 더블린 공항, 이스트 미들랜드 공항, 에든버러 공항, 엑시터 인터내셔널 공항, 런던 개트윅 공항, 글래스고 인터내셔널 공항, 런던 루턴 공항, 런던 스탠스테드 공항, 맨체스터 공항, 뉴캐슬 공항이 있다.

## 역사
TUI 항공의 역사는 1962년 설립되었다. 유라비아 런던 (영어: Euravia LondonPP)이 태생으로 현재까지 50년 가까이에 걸쳐 지속적으로 운항을 계속할 수 있는 항공사로 알려져 있다. 1964년 8월 유라비아 런던 (영어: Euravia LondonPP)은 브리타니아 항공으로 사명이 변경되었고 2005년 5월에 톰슨 플라이로 한 차례 사명이 변경했다.
그리고 2007년 톰슨 플라이의 모회사인 TUI 그룹과 퍼스트초이스 항공의 모회사인 호리데즈와 합병됨에 따라 양사가 통합되어 2008년 5월 항공 운영 면허를 취득해 같은 해 11월에 영국 제3의 항공사로 출범했다. 합병 후 새로운 로고로 톰슨 플라이 시대의 로고에서 플라이 부분을 없앤 것을 제외하곤 기체의 도장은 이전 톰슨 플라이와 구 퍼스트초이스 항공 도장을 그대로 사용하고 있다.

## 보유 기종

### 현재 보유 중인 기종
- 2012년 4월 기준으로 TUI 항공은 다음과 같은 기종을 보유하고 있으며 평균 기령은 약 10.6년이다.[5]

## 같이 보기
- 영국의 항공사 목록

## 사진

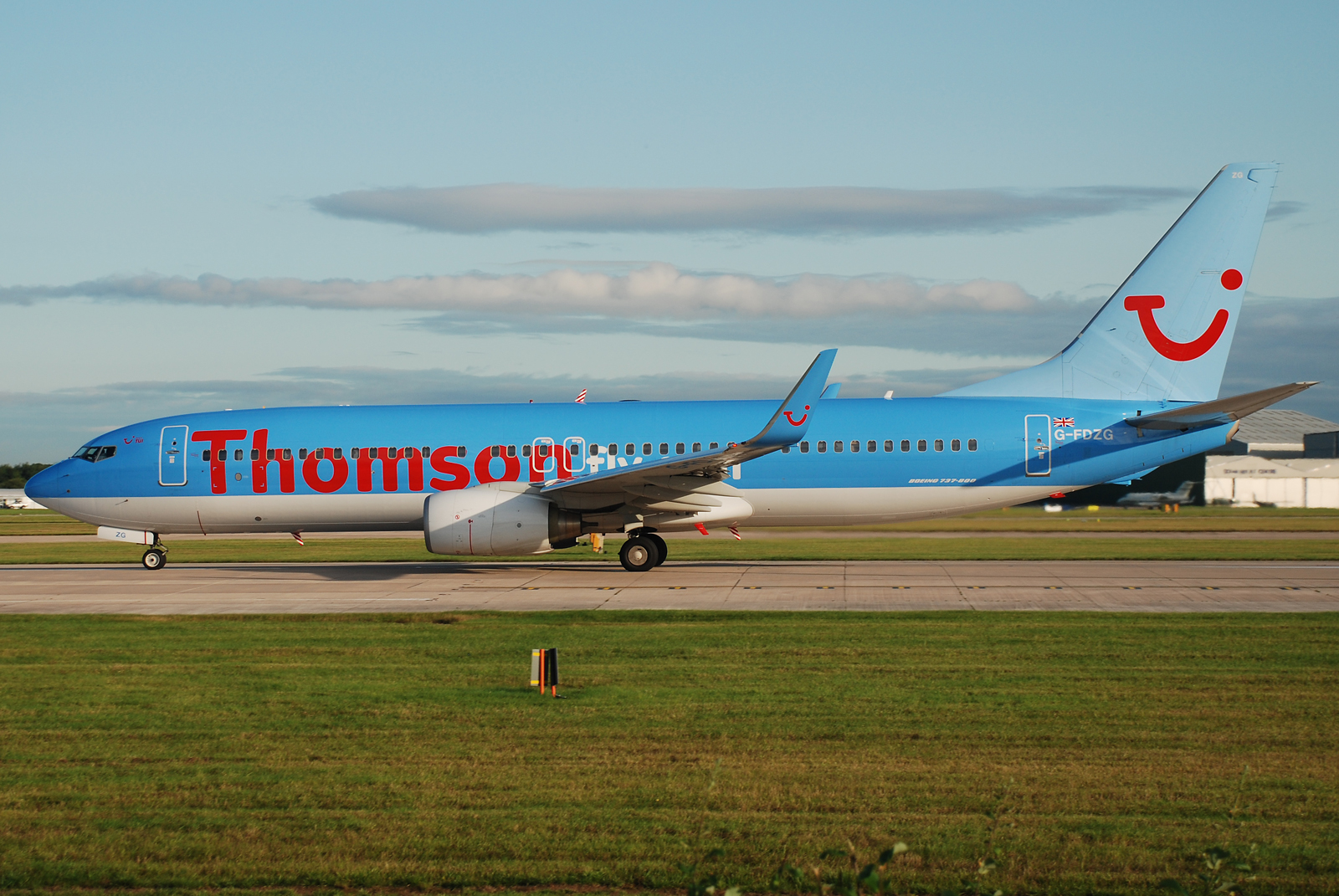
톰슨 항공의 보잉 737-800
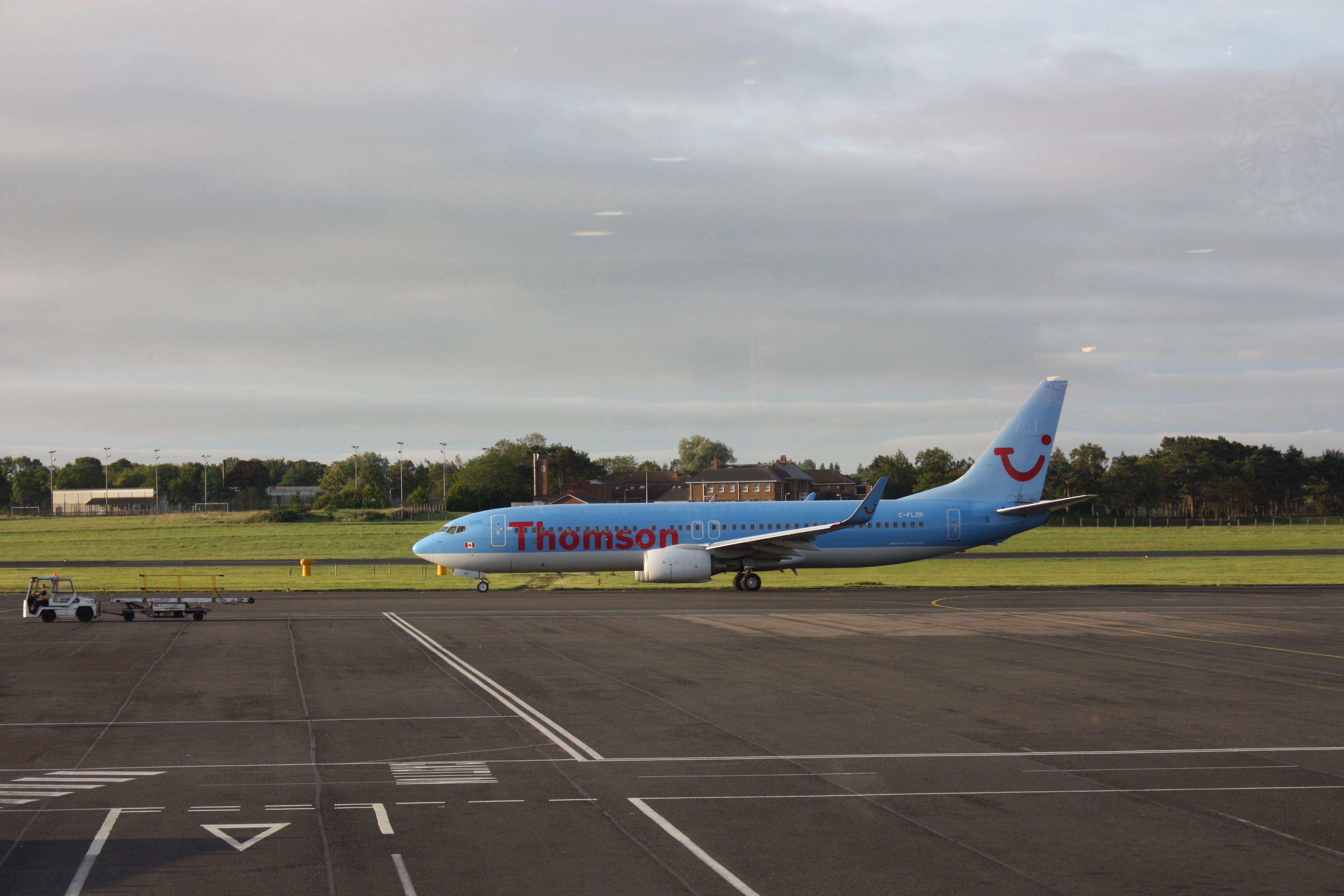
톰슨 항공의 보잉 737-800
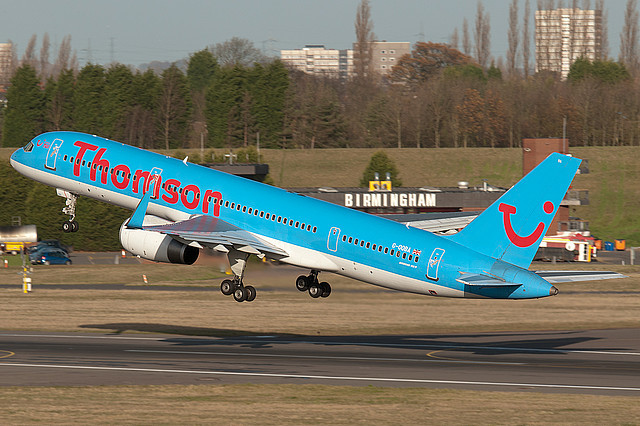
톰슨 항공의 보잉 757-200
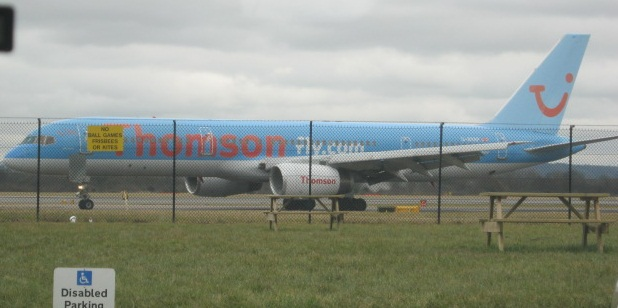
톰슨 항공의 보잉 757-200
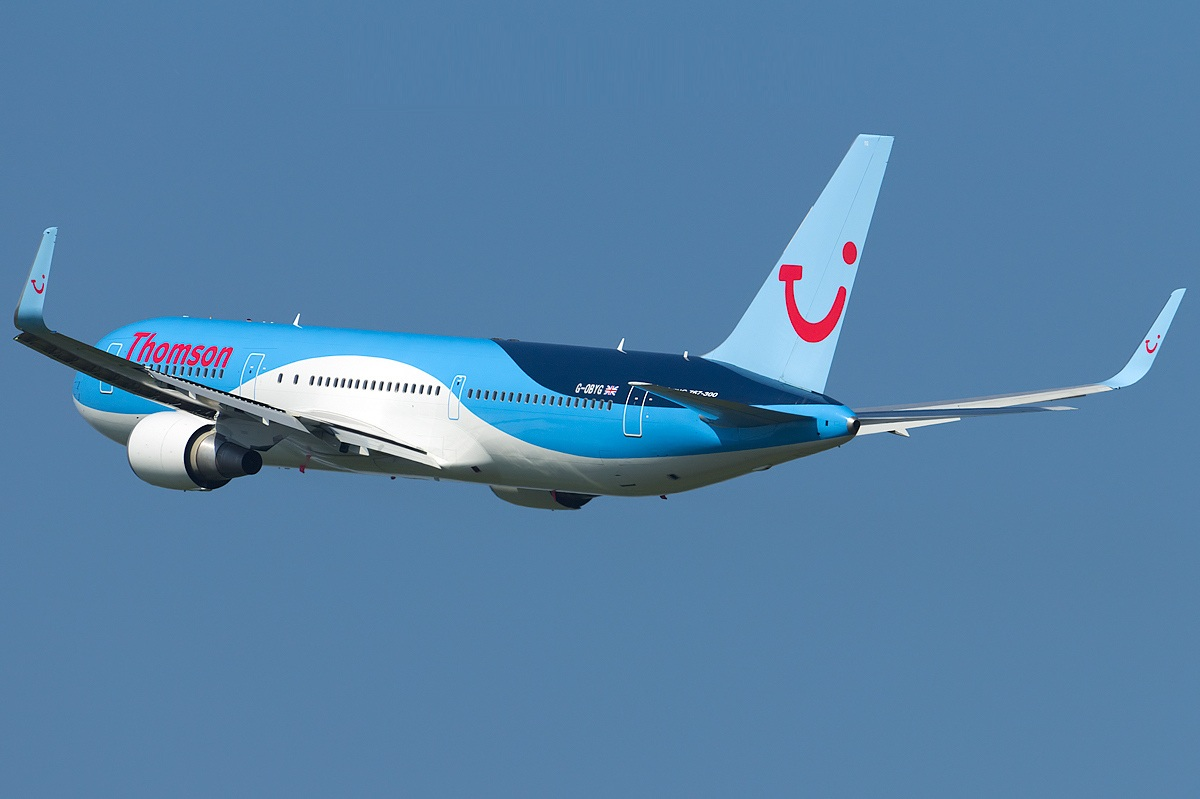
톰슨 항공의 보잉 767-300ER 신도색